# بلاغی
بلاغی یک روستا در ایران است که در شهرستان اقلید واقع شده‌است. بلاغی ۷۰ نفر جمعیت دارد.مردم این روستا لرتبار هستند